# Сильвия, Тим
Ти́моти Ди́н Си́львия (англ. Timothy Deane Sylvia; род. 5 марта 1976, Эллсуорт, Мэн, США) — американский спортсмен, выступавший в смешанных единоборствах и рестлинге. Бывший двукратный чемпион Ultimate Fighting Championship в тяжёлом весе, одержавший победы над такими бойцами как Андрей Орловский, Рикко Родригес, Джефф Монсон и Брэндон Вера. 31 октября 2011 года Сильвия получил фиолетовый пояс в бразильском джиу-джитсу.

## Биография

### Детство и юность
Родился в городке Эллсуорт, штат Мэн, и учился в школе до восьмого класса. В начальной школе он играл в баскетбол, а заодно ходил в местную школу карате. Когда он поступил в среднюю школу, он занялся борьбой.
Его мать пила, и Сильвия много времени проводил со своей бабушкой. Его отец всегда работал: он валил лес или рыбачил. Когда Сильвия окончил среднюю школу, он трудился на двух работах, и на заработанные деньги купил мотоцикл. Когда стал заниматься борьбой и боксом, работал в одиночку: красил дома и клеил обои. Прошло около года, и он начал играть в полупрофессиональном футбольном клубе. Приняв участие в своём первом борцовском турнире, взял первое место. Был включён в заявочный лист и получил возможность принять участие в поединке, организованном NHB в штате Род-Айленд. Он заплатил $50 вступительный взнос, нокаутировал своего оппонента за 17 секунд, и нашёл новое призвание.

### Начало карьеры
В начале 2000-х Сильвия переехал в Беттендорф для тренировок с ММА-кэмпом-«Miletitch Fighting Systems», который возглавлял Пэт Милетич, первый чемпион UFC в полусреднем весе. Перед входом в ростер UFC Сильвия провёл 13 боёв в таких американских промоушенах, как IFC, Extreme Challenge и SuperBrawl, в каждом из которых одержал победу. В 2002-м году он провёл свой дебютный матч в UFC, одержав победу техническим нокаутом над Уэсли Коррейрой.

### Чемпион UFC 2003
За значительный список побед UFC дало Сильвии титульный матч против Рикко Родригеса за пояс чемпиона в тяжёлом весе. Сильвия считался андердогом в этом бою, но на удивление многих, уже в первом раунде Родригеc был нокаутирован, пропустив пару мощных ударов в лицо. В сентябре того же года Сильвия сразился c двухметровым Гэном МакГи, победив того техническим нокаутом в первом раунде. После боя у Сильвии в крови был выявлен запрещённый препарат станозолол, что привело к публичным извинениям спортсмена, отказом от титула и штрафом от Атлетической Комиссии Невады в размере десяти тысяч долларов.

### Травма
После инцидента со стероидами UFC назначило Сильвии титульный матч с Фрэнком Миром, молодым грэпплером, который успел одержать 4 победы в тяжёлом дивизионе UFC, 3 из которых — досрочной сдачей в первом раунде. Бой начался с лоу-киков Мира, который тот намеренно наносил в надежде повалить Сильвию на землю, что и случилось. Во время очередного лоу кика Сильвия ударил Фрэнка в лицо, а Мир схватился за Сильвию всем своим весом, и они оба упали на край клетки. Мир тут же провёл рычаг локтя на правой руке Сильвии. Рефери Херб Дин тут же остановил бой, сказав что рука Сильвии сломана (что было подтверждено на обследовании после боя). Но сам Сильвия, по его словам, не чувствовал никакой боли в руке до входа в раздевалку, по окончании матча, из-за чего настаивал на продолжении схватки. Сильвия проиграл на пятидесятой секунде первого раунда. Это также было первым поражением Сильвии за всю карьеру.

### Чемпион UFC 2006—2007
Шесть месяцев спустя боя с Миром, Сильвия вернулся в гонку за титулом. Из-за того что Фрэнк не мог защищать пояс по причине мотоаварии, UFC дало Тиму ещё один шанс стать чемпионом в бою за первый временный пояс UFC в тяжёлом весе, но для этого ему надо было одолеть Андрея Орловского, белорусского самбиста. Их бой прошёл на турнире UFC 51 в Феврале 2005-го. Андрей сумел повалить Сильвию свингом, а затем провести удачный захват ахила. Тим почувствовал хруст в ноге, и сразу же сдался. Бой продлился всего лишь 47 секунд.
Два поражения подряд потрясли Тима, но не остановили от желания одолеть Орловского, тем самым вернув себе пояс. Тим провёл ещё 2 матча в UFC, в первом он одержал победу жутким нокаутом над Трэ Тэллигманом (пинок в голову), после которого Трэ уносили из клетки на носилках, а во втором одолел ветерана PRIDE Ассуэиро Силву единогласным решением.
Сильвия вновь встретился с Орловским за титул чемпиона UFC в апреле 2006, на турнире UFC 59. Бой начался с обычного размена ударов, Орловский нанёс правый прямой, поваливший Маньяка на землю. Удар был настолько сильным, что рефери боя, Херб Дин, сказал, что это был самый сильный отзвук от удара, который тот когда-либо слышал, но это не помешало Тиму встать на ноги, и, выбросив небольшой апперкот, повалить Орловского на пол, а затем и нокаутировать серией ударов в голову. У двоих был раббер-матч на UFC 61, в котором Тим одержал победу единогласным решением, контролируя расстояние между собой и Орловским при помощи джеба, на протяжении пяти раундов.
В том же 2006, Тим провёл вторую защиту своего пояса против чемпиона Mundials, Джеффа Монсона.Матч был выставлен как типичная схватка «Ударника vs Грэпплера» В бою Сильвия показал улучшенные навыки джиу-джитсу, пытаясь провести треугольник на Джеффе. Поединок закончился победой единогласным решением в пользу Тима, сохранявшего дистанцию между соперником, благодаря большому размаху рук.
В начале 2007-го, Тим сразился с бывшим 2x чемпионом UFC в тяжёлом весе, бывшим 3x чемпионом UFC в полутяжёлом весе и членом зала славы UFC-Рэнди Кутюром Несмотря на большую разницу в возрасте оппонентов, Рэнди не только выиграл матч, но и доминировал все 5 раундов. Некоторые фанаты ММА считают бой Кутюра-Сильвии лучшим за всю историю UFC. Тим проиграл единогласным решением.
На UFC 77 того же 2007-го Тим победил Брэндона Веру единогласным решением.

### Бои с Ногейрой и Фёдором
На раскрученном UFC 81 из-за дебюта Брока Леснара, Тим сразился с Антонио «Минотауро» Ногейрой за титул временного чемпиона UFC в тяжёлом весе. Тим доминировал первый раунд, нанеся много ударов по лицу Ногейры (что привело к сильному кровотечению). Но во втором он попался под гильотину, и проиграл сдачей.Матч выиграл награду-«Бой вечера»
Тим был недоволен UFC (гонорарами, графиком боёв), поэтому он попросил промоушэн о разрыве контракта, на что получил согласие (несмотря на тот факт, что по контракту Сильвия должен был сразиться ещё 1 раз в рамках UFC).
Cильвия подписал двухгодовой контракт с Affliction, бывшим M-1 Global, который позволял ему сражаться не только в Affliction, но и в других организациях. Ему предложили бой с Фёдором Емельяненко на событии Affliction:Banned. Сильвия проиграл на 36 секунде первого раунда, когда Фёдор провёл удачный РНК на шее Тима.

### Дальнейшая карьера
Тим сразился с бывшим чемпионом бокса по версии WBO, 48-летним Рэйем Мерсером 13-го июня 2009-го, на турнире Adrenaline MMA 3, где был нокаутирован за 9 секунд. Это был первый раз, когда Сильвию отправили в нокаут.
В мае 2010 Тим сразился с победителем конкурса «Самый сильный человек на планете», Мариушем Пудзяновским, и победил того техническим нокаутом (сдачей от ударов) в первом раунде.
В том же 2010 Сильвия стал первым чемпионом Powerhouse World Promotions(PWP) в тяжёлом весе, одолев Пола Бентелло нокаутом под конец второго раунда.
Тим провел свой дебютный матч в про-реслинге на японском шоу IGF Genome 13, проиграв бывшему чемпиону UFC в тяжелом весе Джошу Барнетту сдачей от болевого приема.
В мейн ивэнте турнира Titan FC 16(2011) Тим сразился с Эйбом Вагнером, и проиграл тому техническим нокаутом на 22-й секунде 1 раунда. Многие считают остановку рефери преждевременной.
Тим сразился с Андреем Орловским в 4 раз на турнире ONE FC:Pride of A Nation, но поединок завершился без результата (NC) из за нелегального соккер кика, который Орловский нанёс под конец второго раунда.

## Личная жизнь
- Есть сын Мэврик[22].

## Статистика выступлений
| Результат    | Рекорд    | Соперник                | Способ                            | Турнир                            | Дата             | Раунд | Время | Место                 | Примечание |
| ------------ | --------- | ----------------------- | --------------------------------- | --------------------------------- | ---------------- | ----- | ----- | --------------------- | --- |
| Поражение    | 31-10 (1) | Руслан Магомедов        | Единогласное решение              | Fight Nights: Battle of Moscow 13 | 27 октября 2013  | 3     | 5:00  | Москва, Россия        | Поединок в супертяжёлом весе |
| Поражение    | 31-9 (1)  | Тони Джонсон            | TKO (остановка врачом)            | One FC 9                          | 1 июня 2013      | 3     | 3:25  | Пасай, Филиппины      | Бой в промежуточном весе |
| Поражение    | 31-8 (1)  | Сатоси Исии             | Единогласное решение              | Inoki Bom-Ba-Ye 2012              | 31 декабря 2012  | 3     | 5:00  | Токио, Япония         | Бой в открытом весе |
| Не состоялся | 31-7      | Андрей Орловский        | NC                                | One FC 5 — Pride of a Nation      | 12 августа 2012  | 2     | 4:46  | Кесон-Сити, Филиппины | Бой в промежуточном весе до 129.2 кг, Сильвия не сделал вес. Орловский нанёс запрещённый удар ногой в голову лежащего соперника |
| Победа       | 31-7      | Рэнди Смит              | TKO (удары)                       | NEF — Fight Night 3               | 16 июня 2012     | 1     | 0:12  | Льюистон, США         | |
| Победа       | 30-7      | Андреас Краниотакес     | Единогласное решение              | ProElite: Big Guns                | 5 ноября 2011    | 3     | 5:00  | Молин, США            | |
| Победа       | 29-7      | Патрик Баррентин        | TKO (удары руками и локтями)      | Fight Tour                        | 20 августа 2011  | 1     | 2:09  | Рокфорд, США          | |
| Поражение    | 28-7      | Эйб Вагнер              | TKO (удары)                       | Titan FC 16: Sylvia vs. Wagner    | 28 января 2011   | 1     | 0:32  | Канзас, США           | |
| Победа       | 28-6      | Винс Луцеро             | TKO (сдача от ударов)             | CFX: Extreme Challenge on Target  | 11 декабря 2010  | 1     | 2:44  | Миннеаполис, США      | |
| Победа       | 27-6      | Пол Бентелло            | KO (удары)                        | PWP: War on the Mainland          | 14 августа 2010  | 2     | 4:57  | Ирвайн, США           | Выиграл начальный чемпионат PWP в тяжёлом весе                                                                                  |
| Победа       | 26-6      | Мариуш Пудзяновский     | TKO (сдача от ударов)             | Moosin: God of Martial Arts       | 21 мая 2010      | 2     | 1:43  | Вустер, США           | |
| Победа       | 25-6      | Джейсон Райли           | TKO (удары)                       | Adrenaline MMA IV                 | 18 сентября 2009 | 1     | 2:32  | Каунсил-Блафс, США    | |
| Поражение    | 24-6      | Рэй Мерсер              | KO (удар)                         | Adrenaline MMA 3: Bragging Rights | 13 июня 2009     | 1     | 0:09  | Бирмингем, США        | Бой в супертяжёлом весе |
| Поражение    | 24-5      | Фёдор Емельяненко       | Удушающий приём (сзади)           | Affliction: Banned                | 19 июля 2008     | 1     | 0:36  | Анахайм, США          | Бой за начальный титул чемпиона WAMMA в тяжёлом весе.                                                                           |
| Поражение    | 24-4      | Антонио Родриго Ногейра | Удушающий приём (гильотина)       | UFC 81                            | 2 февраля 2008   | 3     | 1:28  | Лас Вегас, США        | Бой за звание чемпиона UFC в тяжёлом весе; Бой ночи.                                                                            |
| Победа       | 24-3      | Брендон Вера            | Единогласное решение              | UFC 77                            | 21 октября 2007  | 3     | 5:00  | Цинцинати, США        | |
| Поражение    | 23-3      | Рэнди Кутюр             | Единогласное решение              | UFC 68                            | 3 марта 2007     | 5     | 5:00  | Колумбус, США         | Потерял титул чемпиона UFC в тяжёлом весе.                                                                                      |
| Победа       | 23-2      | Джефф Монсон            | Единогласное решение              | UFC 65                            | 18 ноября 2006   | 5     | 5:00  | Сакраменто, США       | Защитил титул чемпиона UFC в тяжёлом весе.                                                                                      |
| Победа       | 22-2      | Андрей Орловский        | Единогласное решение              | UFC 61                            | 8 июля 2006      | 5     | 5:00  | Лас Вегас, США        | Защитил титул чемпиона UFC в тяжёлом весе.                                                                                      |
| Победа       | 21-2      | Андрей Орловский        | TKO (удары)                       | UFC 59                            | 8 апреля 2006    | 1     | 2:43  | Анахайм, США          | Выиграл титул чемпиона UFC в тяжёлом весе                                                                                       |
| Победа       | 20-2      | Асуэриу Силва           | Единогласное решение              | UFC Ultimate Fight Night 3        | 16 января 2006   | 3     | 5:00  | Лас Вегас, США        | |
| Победа       | 19-2      | Тра Теллигман           | KO (хай-кик)                      | UFC 54                            | 20 августа 2005  | 1     | 4:59  | Лас-Вегас, США        | |
| Победа       | 18-2      | Майк Блок               | TKO (удары)                       | IFC: Caged Combat                 | 21 мая 2005      | 1     | 1:26  | Колумбус, США         | Выиграл вакантный титул ISKA MMA в супертяжёлом весе                                                                            |
| Поражение    | 17-2      | Андрей Орловский        | Болевой приём (скручивание пятки) | UFC 51                            | 5 февраля 2005   | 1     | 0:47  | Лас Вегас, США        | Бой за звание чемпиона UFC в тяжёлом весе.                                                                                      |
| Победа       | 17-1      | Уэс Симс                | TKO (удары)                       | Superbrawl 38                     | 12 декабря 2004  | 1     | 1:32  | Гонолулу, США         | |
| Поражение    | 16-1      | Фрэнк Мир               | TKO (травма руки)                 | UFC 48                            | 19 июня 2004     | 1     | 0:50  | Лас Вегас, США        | Бой за звание чемпиона UFC в тяжёлом весе; В ходе боя Сильвия сломал руку.                                                      |
| Победа       | 16-0      | Ган МакГи               | KO (удары)                        | UFC 44                            | 26 сентября 2003 | 1     | 1:54  | Лас Вегас, США        | Защитил звание чемпиона UFC в тяжёлом весе.                                                                                     |
| Победа       | 15-0      | Рикко Родригес          | KO (удары)                        | UFC 41                            | 28 февраля 2003  | 1     | 3:09  | Атлантик Сити, США    | Выиграл титул UFC в тяжёлом весе.                                                                                               |
| Победа       | 14-0      | Уэсли Коррера           | TKO (остановка угловыми)          | UFC 39                            | 27 сентября 2002 | 2     | 1:43  | Анкасвилл, США        | |
| Победа       | 13-0      | Джефф Герлик            | TKO (удары)                       | Extreme Challenge 48              | 27 июля 2002     | 1     | 3:17  | Тейма, США            | |
| Победа       | 12-0      | Майк Уайтхэд            | TKO (удар коленом и руками)       | Superbrawl 24: ROTH 2             | 27 апреля 2002   | 1     | 2:38  | Гонолулу, США         | TKO (остановка врачом) |
| Победа       | 11-0      | Джэйсон Ламберт         | Superbrawl 24: ROTH 1             | Superbrawl 24: ROTH 2             | 27 апреля 2002   | 2     | 4:13  | Гонолулу, США         | |
| Победа       | 10-0      | Бойд Баллард            | TKO (удар коленом)                | Superbrawl 24: ROTH 2             | 27 апреля 2002   | 1     | 3:21  | Гонолулу, США         | |
| Победа       | 9-0       | Майк Уайтхэд            | TKO (удар коленом и руками)       | Superbrawl 24: ROTH 1             | 26 апреля 2002   | 1     | 3:46  | Гонолулу, США         | |
| Победа       | 8-0       | Мэтт Фрэмблинг          | Единогласное решение              | Extreme Challenge 47              | 16 марта 2002    | 2     | 5:00  | Орем, США             | Финал турнира EC 47 в тяжёлом весе.                                                                                             |
| Победа       | 7-0       | Джино де ла Круз        | TKO (удары)                       | Extreme Challenge 47              | 16 марта 2002    | 1     | 0:43  | Орем, США             | Полуфинал турнира EC 47 в тяжёлом весе.                                                                                         |
| Победа       | 6-0       | Эрнест Хэндерсон        | TKO (падение с ринга)             | Extreme Challenge 47              | 16 марта 2002    | 1     | 0:36  | Орем, США             | Четвертьфинал турнира EC 47 в тяжёлом весе.                                                                                     |
| Победа       | 5-0       | Грэг Викан              | Болевой приём                     | Extreme Challenge Trials          | 17 ноября 2001   | 3     | 2:20  | Давенпорт, США        | |
| Победа       | 4-0       | Бен Ротвелл             | Единогласное решение              | Extreme Challenge 42              | 24 августа 2001  | 3     | 5:00  | Давенпорт, США        | |
| Победа       | 3-0       | Грэг Викан              | TKO (удары)                       | UW: Ultimate Fight Minnesota      | 2 июня 2001      | 1     | 5:00  | Блумингтон, США       | |
| Победа       | 2-0       | Гейб Беуперти           | Удушающий приём                   | GC 3: Showdown at Soboba          | 7 апреля 2001    | 2     | 4:16  | Сан-Джасинто, США     | |
| Победа       | 1-0       | Рэнди Дюран             | TKO (удары)                       | IFC: Battleground 2001            | 19 января 2001   | 1     | 2:05  | Атлантик Сити, США    | |

## Достижения
- Ultimate Fighting Championship
  - Чемпион UFC в тяжёлом весе (2 раза)
  - Награда — Бой Ночи (1 раз)
- Powerhouse World Promotions
  - Чемпион PWP в тяжёлом весе (1 раз)
- International Sport Karate Association
  - Чемпион ISKA MMA в супертяжёлом весе (1 раз)
- ICON Sport
  - Победитель турнира SuperBrawl:ROTH
- Extreme Challenge
  - Победитель турнира EC 47
- Наибольшое количество титульных боёв в тяжёлом весе — 12